# Healy
Healy és una concentració de població designada pel cens dels Estats Units a l'estat d'Alaska. Segons el cens del 2007 tenia 971 habitants.

## Demografia
Segons el cens del 2000, Healy tenia 1.000 habitants, 436 habitatges, i 245 famílies La densitat de població era de 0,6 habitants/km².
Dels 436 habitatges en un 33,9% hi vivien nens de menys de 18 anys, en un 48,4% hi vivien parelles casades, en un 3% dones solteres, i en un 43,6% no eren unitats familiars. En el 37,6% dels habitatges hi vivien persones soles el 0,9% de les quals corresponia a persones de 65 anys o més que vivien soles. El nombre mitjà de persones vivint en cada habitatge era de 2,29 i el nombre mitjà de persones que vivien en cada família era de 3,12.
Per edats la població es repartia de la següent manera: un 27,4% tenia menys de 18 anys, un 5,5% entre 18 i 24, un 34,3% entre 25 i 44, un 30,6% de 45 a 60 i un 2,2% 65 anys o més.
L'edat mediana era de 38 anys. Per cada 100 dones hi havia 132 homes. Per cada 100 dones de 18 o més anys hi havia 142,8 homes.
La renda mediana per habitatge era de 60.000 $ i la renda mediana per família de 77.806 $. Els homes tenien una renda mediana de 65.729 $ mentre que les dones 30.227 $. La renda per capita de la població era de 28.225 $. Aproximadament el 2,5% de les famílies i el 4,9% de la població estaven per davall del llindar de pobresa.

## Poblacions més properes
El següent diagrama mostra les poblacions més properes.